# ثقافة البيرة البلجيكية

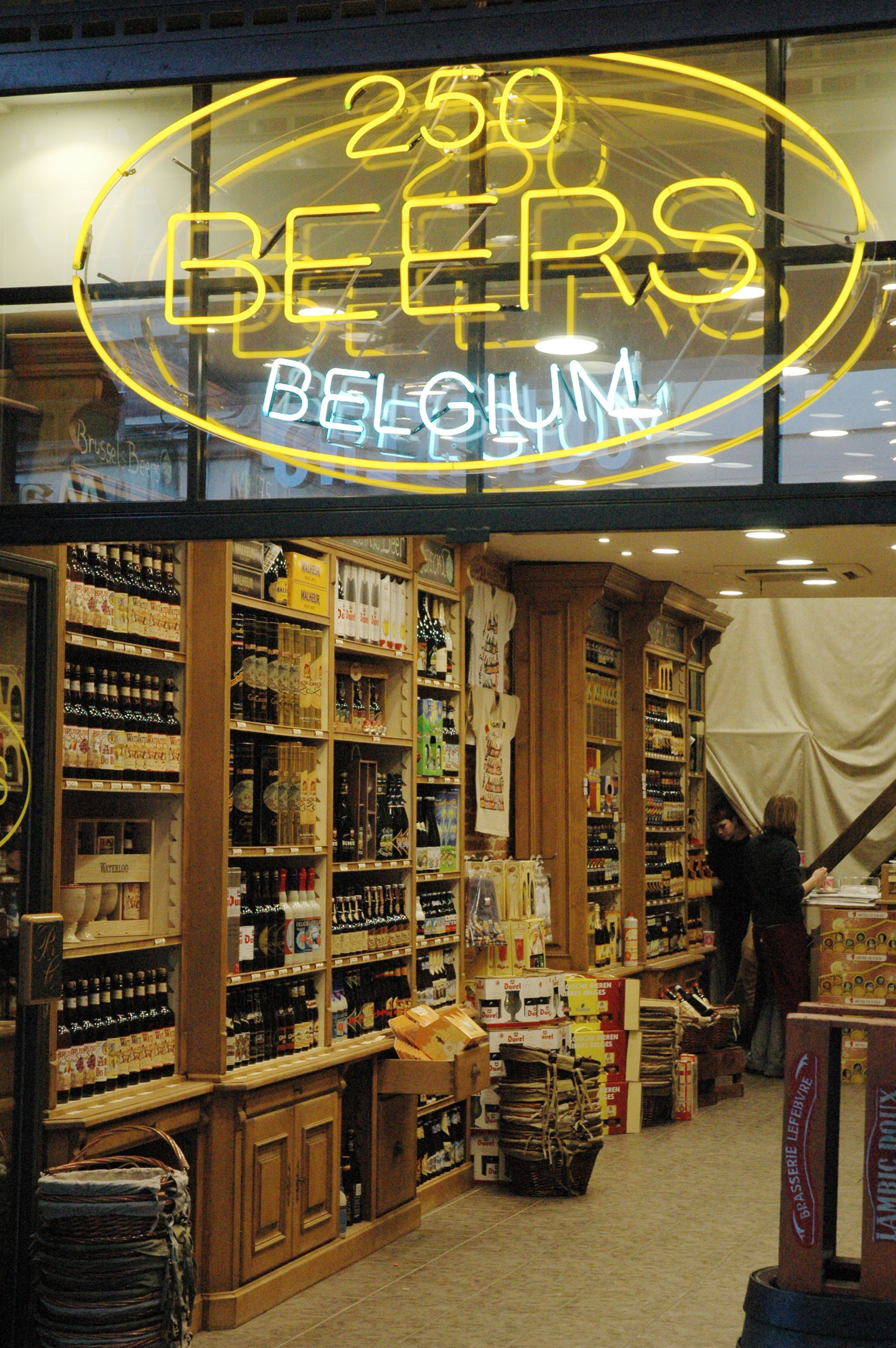
متجر بلجيكي يحتوي على 250 نوعًا مختلفًا من البيرة.

تتضمن ثقافة البيرة البلجيكية تقاليد حرفية تخمير البيرة وهي جزء من النظام الغذائي والحياة الاجتماعية للبلجيكيين . وقد تم الاعتراف بقيمتها الثقافية رسميًا في عام 2016 عندما تمت إضافتها إلى قائمة "التراث الثقافي غير المادي للبشرية" التابعة لليونسكو .

## خلفية
يرجع نطاق البيرة البلجيكية التقليدية المتاحة إلى مجموعة متنوعة من عمليات التخمير واستخدام الخمائر والمكونات الأخرى والمعرفة التقليدية التي انتقلت عبر العائلات ومصانع الجعة لعدة قرون. وينتج عن ذلك بيرة ذات ألوان وأنسجة مختلفة. في حين أن إنتاج البيرة البلجيكية أقل من واحد في المائة من إنتاج البيرة العالمي، ويوجد عدد أقل من مصانع الجعة في بلجيكا مقارنة ببعض الولايات الأمريكية، فإن بلجيكا لديها تنوع في أنماط البيرة أكثر من أي منطقة منتجة للبيرة.  